# Katholieke Universiteit Leuven Kulak
Die Katholieke Universiteit Leuven Campus Kortrijk (kurz: KULCK) ist ein Campus der Katholieke Universiteit Leuven in Kortrijk, Belgien. Es ist die einzige Universität in der Provinz West-Vlaanderen.
Die Universität wurde unter dem Namen Katholieke Universiteit Leuven Afdeling Kortrijk errichtet (KULAK). Das Kürzel wird wegen der einfacheren Aussprache weiterhin gebraucht. An dem 1965 errichteten Campus studieren etwa 1200 Studenten und arbeiten 150 akademische Mitarbeiter. 100 weitere Lehrkräfte teilen ihre Arbeitszeit zwischen dem Campus und der Katholieke Universiteit Leuven in der Stadt Löwen in der Provinz Flämisch-Brabant.

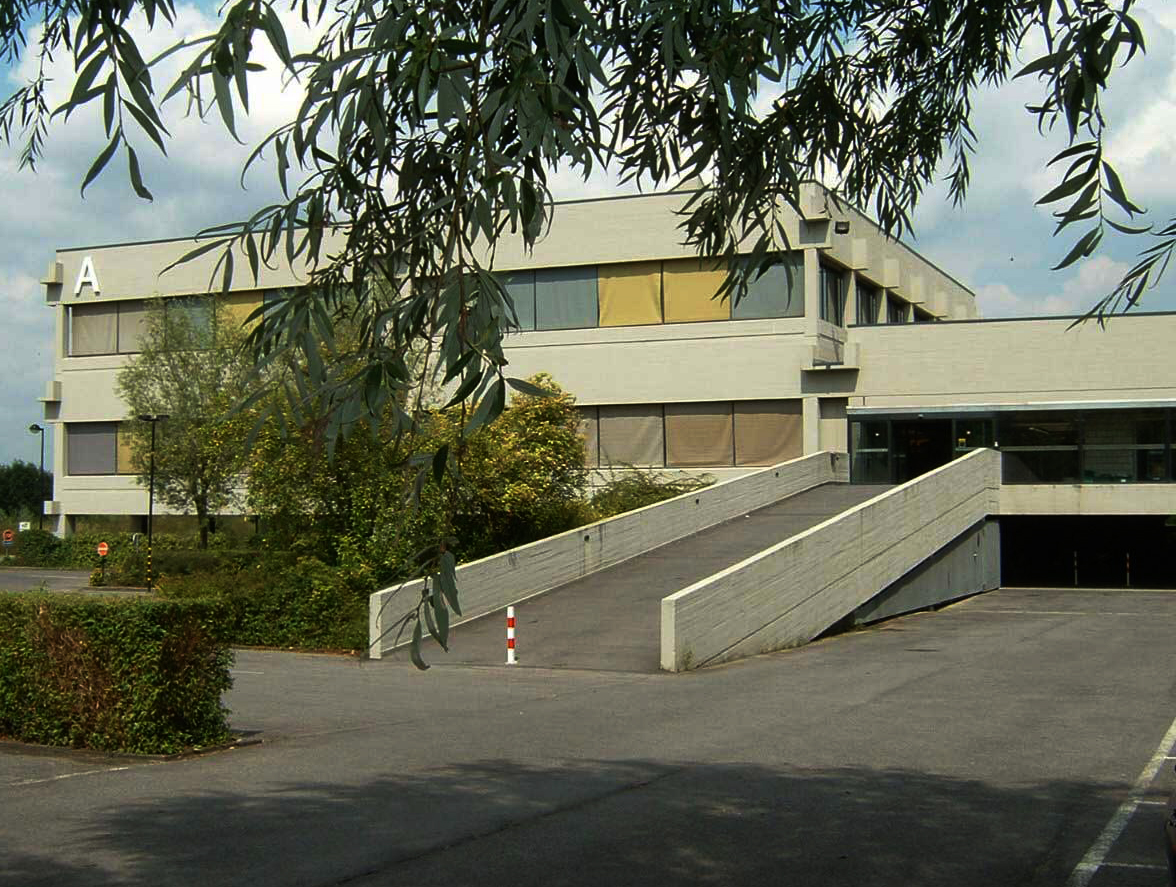
Gebäude A

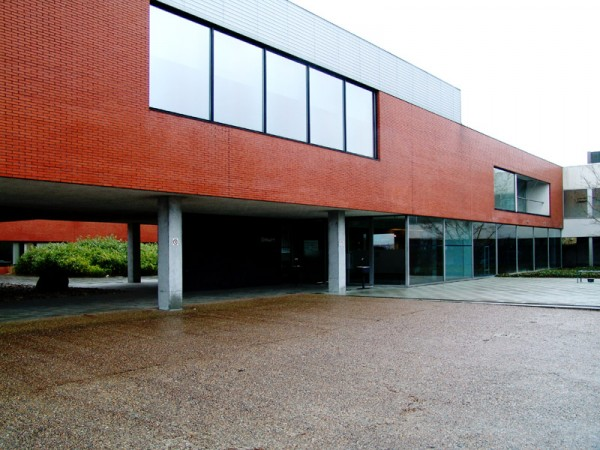
Gebäude B

## Geschichte
Die Universität wurde im Jahre 1964 gegründet.

## Rektoren
Folgende Rektoren leiteten die Katholische Universitätscampus Kortrijk:
1971 – 1991: Mgr Guido Maertens
1991 – 1992: Frans Van Cauwelaert
1992 – 1996: Vic Nachtergaele
1996 – 2001: Marcel Joniau
2001 – 2009: Piet Vanden Abeele
2009 – 2013: Jan Beirlant

## Fakultäten
Der Campus Kortrijk organisiert die ersten zwei Jahre des Bachelorprogramms in folgenden Richtungen:
- Geschichte
- Sprachwissenschaften
- Recht
- Wirtschaftswissenschaft
- Mathematik
- Informatik
- Physik
- Chemie
- Biologie
- Biomedische Wissenschaften

Für Pädagogik und Medizin gibt es ein vollständiges, dreijähriges Bachelorprogramm.